# Вервечниця горбкувата
Вервечниця горбкувата (Neotorularia torulosa) — вид квіткових рослин родини капустяних (Brassicaceae).

## Біоморфологічна характеристика
Це однорічна рослина 3–30 см, рідко чи густо вкрита жорсткими прямими простими трихомами до 1 мм, які змішані з набагато меншими трихомами; зазвичай розгалужена від основи; стебла лежачі чи висхідні. Прикореневі листки розеткоподібні, видовжено-тупі, виїмчасто-зубчасті чи майже перистороздільні; стеблові листки лінійно-видовжені, сидячі, нерівнозубчасті. Китиці короткі, при плодах сильно подовжуються. Чашолистки 1.6–2 мм. Пелюстки білі, 2–3.5 × 0.6–1 мм, усічені на верхівці. Стручки 15–30 × 0.5–1 мм, прямі або зігнуті в колечко. 2n = 14.

## Поширення
Росте в Північній Африці, Іспанії, Криму, Кавказі, Західній і Центральній Азії. Населяє пустир, кукурудзяні поля.
В Україні росте дуже рідко на ПБК, ок. Судака та Планерського.